# Río Henar
Río Henar är ett vattendrag i Spanien. Det ligger i den centrala delen av landet, 180 km nordost om huvudstaden Madrid.